# Dark Places (1973)
Dark Places (bra Herança Maldita) é uma produção cinematográfica britânica de 1973, dos gêneros terror e suspense, dirigida por Don Sharp.

## Sinopse
Tentando esconder um dinheiro roubado numa casa abandonada, um gerente de hospital psiquiátrico começa a ser assombrado pelo espírito assassino do proprietário, até descobrir que ele mesmo era um interno do hospital.

## Elenco
- Christopher Lee - Doutor Ian Mandeville
- Joan Collins - Sarah Mandeville
- Herbert Lom - Prescott
- Jane Birkin - Alta
- Robert Hardy - Edward Foster/Andrew Marr
- Jean Marsh - Victoria
- Carleton Hobbs - Old Marr
- Roy Evans - Baxter
- Martin Boddey - Sgt. Riley
- John Glyn-Jones - Bank Manager
- John Levene - Doctor
- Jennifer Thanisch - Jéssica
- Michael McVey - Francis